# ASE Center R3
L'ASE Center R3 est un gratte-ciel de 237 mètres construit en 2016 à Chongqing en Chine. 